# Шахта «Черкаська»
ДВАТ "Шахта «Черкаська». Входить до ДХК «Луганськвугілля». Розташована у місті Зимогір'я, Слов'яносербського району Луганської області.
Фактичний видобуток 1169/564 т/добу (1990/1999). У 2003 р. видобуто 19 тис.т. вугілля. Максимальна глибина 680 м (1990—1999).
Протяжність підземних виробок 50,1/26,2 км (1990/1999). У 1990/1999 розробляла відповідно пласти kв
3 та kв
3, k6 потужністю 0,6/0,8-0,84 м, кути падіння 6-42/6-35°.
Пласти небезпечні щодо вибуху вугільного пилу. Кількість очисних вибоїв 7/3, підготовчих 30/14 (1990/1999).
Кількість працюючих: 2714/1722 осіб, в тому числі підземних 1736/930 осіб (1990/1999).
Адреса: 94217, м. Зимогір'я-1, Слов'яносербський район, Луганської обл.